# Cmentarz żydowski w Stawiskach
Cmentarz żydowski w Stawiskach – kirkut mieści się przy ul. Łomżyńskiej. Położony jest na niewielkim wzniesieniu, około 250 metrów od drogi z Łomży do Stawisk, powierzchnia nekropolii około 3,08 ha. Założony na planie prostokąta, wzdłuż granic widoczne są ślady wału ziemnego oraz szczątki kamiennego ogrodzenia. Układ przestrzenny kirkutu jest zatarty. Zachowało się kilkanaście nagrobków.
Zostali tu pochowani rabini ze Stawisk – Chaim Myszkowski i Aron Dworski.
W 2010 i 2011 Naczelny Rabin Polski Michael Schudrich i burmistrz Stawisk Marek Waszkiewicz prowadzili rozmowy na temat ogrodzenia cmentarza i wytyczenia drogi dojazdowej. Plany nie zostały jednak zrealizowane.